# Einar Jónsson
Pour les articles homonymes, voir Jónsson.
Einar Jónsson (11 mai 1874 – 18 octobre 1954) est le premier sculpteur de nationalité islandaise ayant construit la plupart de sa carrière à Reykjavík. 
Cet artiste s'inspira beaucoup de la mythologie nordique et de spiritualité pour accomplir ses œuvres d'art d'une rare beauté, finesse et philosophie (car un message philosophique se cache dans chacune de ses œuvres).

## Biographie
Einar Jónsson est né à Galtafell, une ferme dans le sud de l'Islande. Il fit ses études à l'Académie Royale des Beaux-Arts du Danemark à Copenhague de 1896 à 1899.
C'est en 1901 au Salon de Printemps de Charlottenborg à Copenhague qu'Einar Jónsson présente pour la première fois une œuvre au public, Les Proscrits. Cette œuvre signe une première période dans son travail, durant laquelle il est fortement marqué par le folklore islandais. 
En 1920 il s'installe définitivement avec sa femme à Reykjavík à l'âge de 46 ans.  

## Œuvre
Après un séjour à Rome de 1902 à 1903, Einar Jónsson rompt avec le naturalisme (très courant au tournant du XXe siècle) et critiqua publiquement l'art classique qu'il déclara avoir empêché les artistes d'évoluer. Il a un penchant pour le symbolisme germanique, mettant l'accent sur le langage figuratif (personnification des idées, usage de symboles interprétables et recours fréquent à l'allégorie). Il insista dans son œuvre sur le fait que l'artiste s'efforçât à se frayer ses propres chemins et mûrir son originalité sans marcher sur les pas d'autrui. 
En 1910 son penchant pour la théosophie et les idées du théologie et scientifique suédois Emanuel Swedenborg eurent une grande influence sur la vie et l'œuvre d'Einar Jónsson. 

## Le musée Einar Jónsson

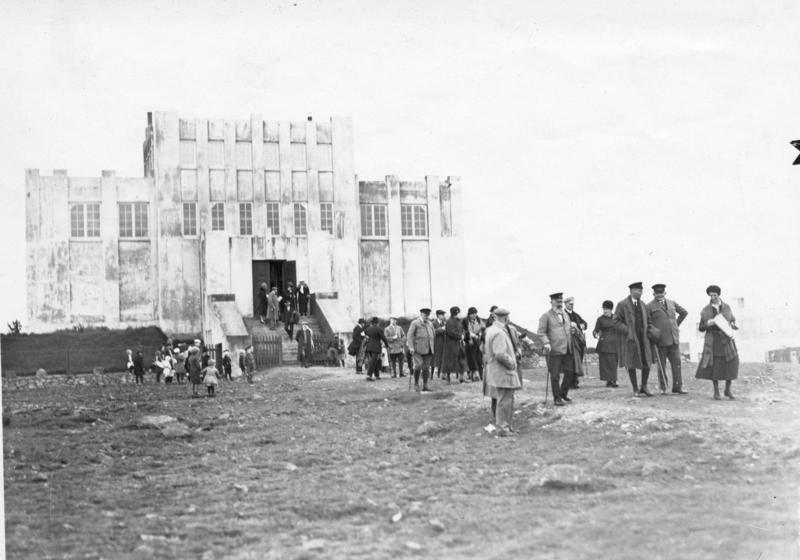
Le musée Einar Jónsson en 1925.

En 1909 Einar Jónsson fit don de toutes ses œuvres à l'Etat islandais à condition qu'un musée soit érigé pour les y exposer. Ce n'est cependant qu'en 1914 que le Parlement accepta le don. Le Parlement offrit 10 000 couronnes et une collecte nationale en rassembla 20 000. Les Islandais ont ainsi montré dès le début une compréhension singulière au sculpteur et estimé pleinement son don à la nation. 
Einar Jónsson choisit l'emplacement de son musée sur les hauteurs de Skolavörduhaed, « une colline déserte en bordure de la ville », comme il le formule dans ses mémoires. Jónsson se rendit vite compte des possibilités qu'offrait cette colline, comme plus haut point de vue de la ville. De même que d'autres contemporains, il rêvait de Skolavörduhaed comme « citadelle » d'un nouvel État souverain. Le bâtiment du musée fut construit d'après les dessins de l'artiste, pensé comme sculpture à part entière. Il co-signera avec l'architecte Einar Erlendsson les plans de cette maison-atelier-musée en juin 1916, année même de la pose de la première pierre. 
Le musée Einar Jónsson (Listasafn Einars Jónssonar) fut inauguré en 1923. C'est un tournant remarquable de l'histoire de l'art islandais car les habitants entrèrent en possession de leur premier musée d'art. Einar Jónsson et sa femme, danoise, Anna Jörgensen demeurèrent dans la partie en attique où tout le mobilier et la décoration furent spécialement pensés pour les lieux. 
Le musée est bordé d'un jardin planté d'arbres et de buissons, où sont exposés de manière permanente 26 moulages en bronze d'œuvres de l'artiste. 